# Tartine
Pour le personnage de bande dessinée, voir Tartine Mariol.
Une tartine, sandwich ouvert ou beurrée au Québec, est une tranche de pain (de taille et de forme quelconque) sur laquelle on a étalé (« on tartine » ou « on beurre ») des aliments salés ou sucrés comme du beurre, de la confiture ou d'autres préparations sous forme de pâte (rillettes, tapenade, tarama, moutarde…). Ce mets est mis au goût du jour avec la mode des apéritifs dînatoires, ou en gastronomie.

## Métaphore
« En mettre des tartines » ou « tartiner » signifie au sens métaphorique : écrire plus que nécessaire pour un sujet donné.
La formule : « Une tartine beurrée tombe toujours sur le côté du beurre » est souvent utilisée pour illustrer la célèbre loi de Murphy. Une étude a été réalisée à ce sujet afin de déterminer si cette croyance est réelle. Selon cette étude, il s'avère que les tartines ont effectivement tendances à tomber du côté beurré du fait de la hauteur moyenne des tables qui ne laissent aux tartines que la possibilité de faire un demi-tour avant de toucher le sol.

## Tartines notoires

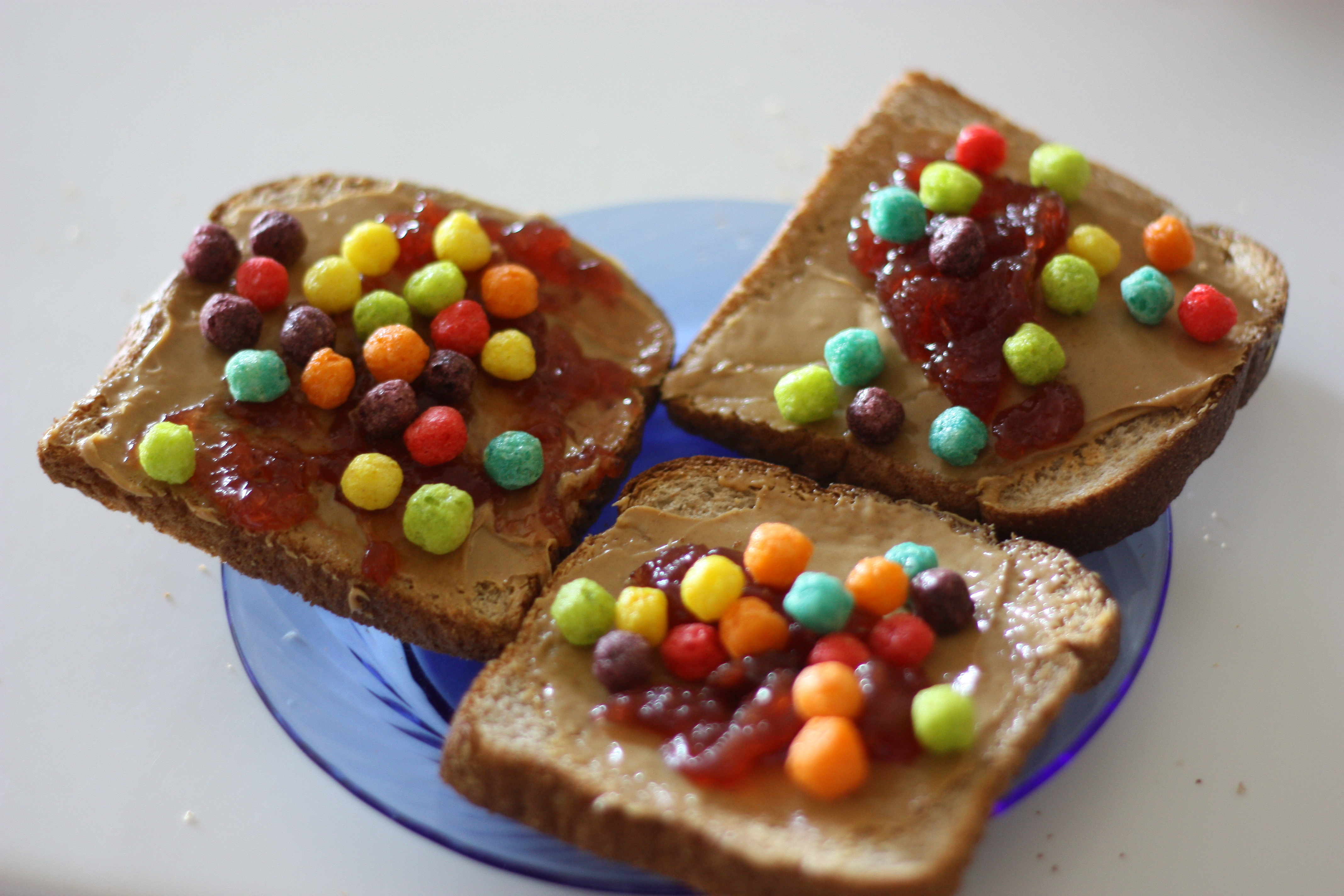
Tartine de beurre de cacahuètes, confiture et céréales soufflées.
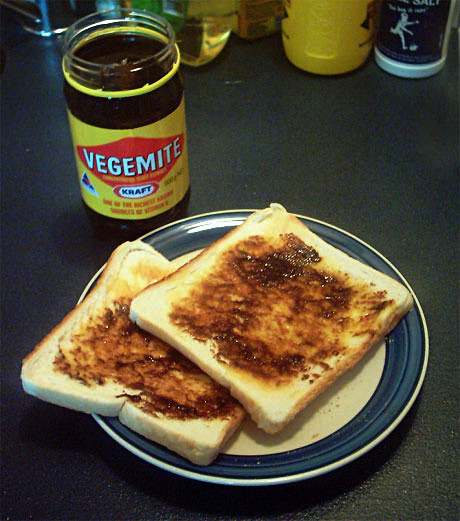
Tartine de vegemite.
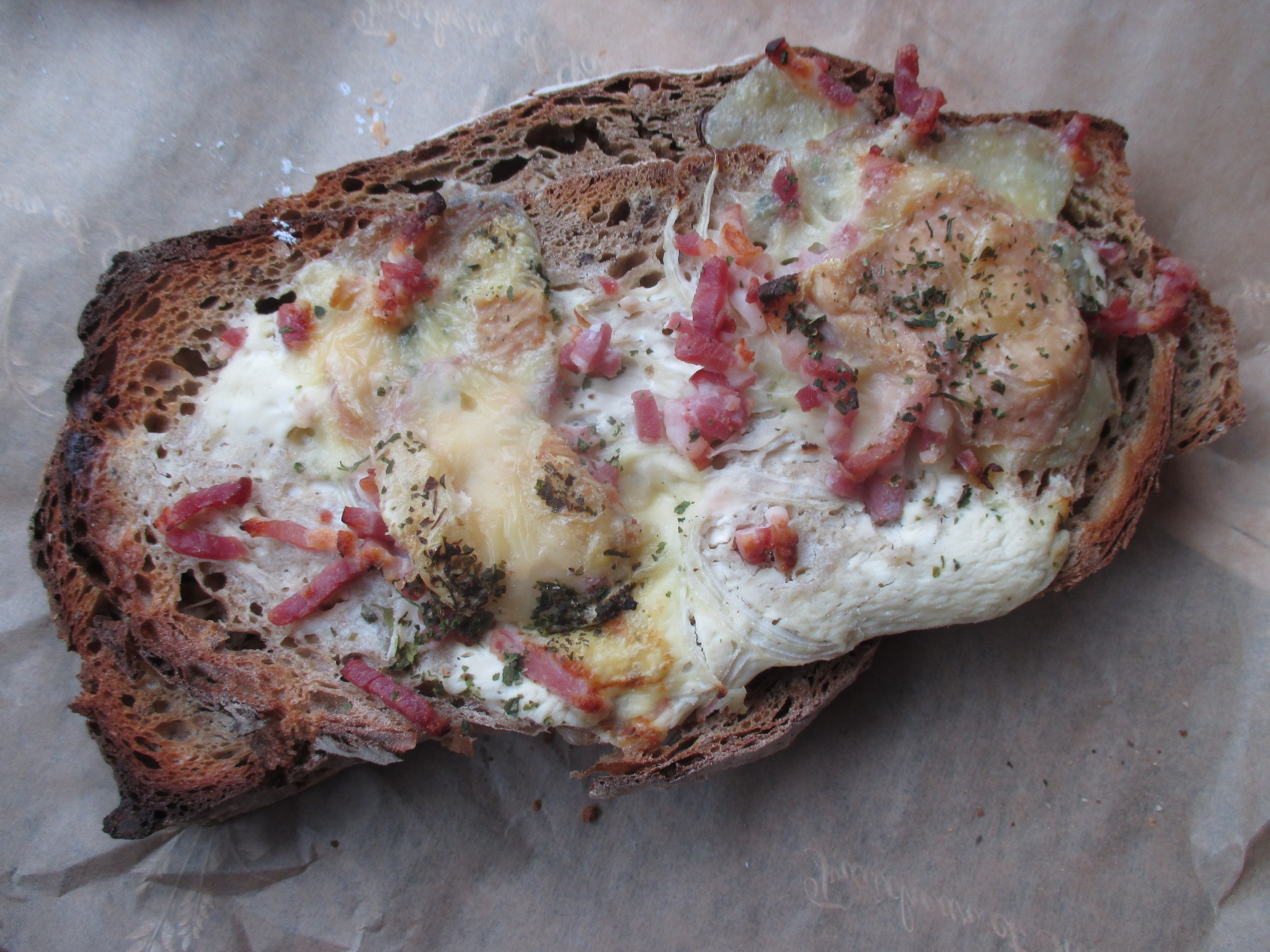
Tartine de la cuisine alsacienne.
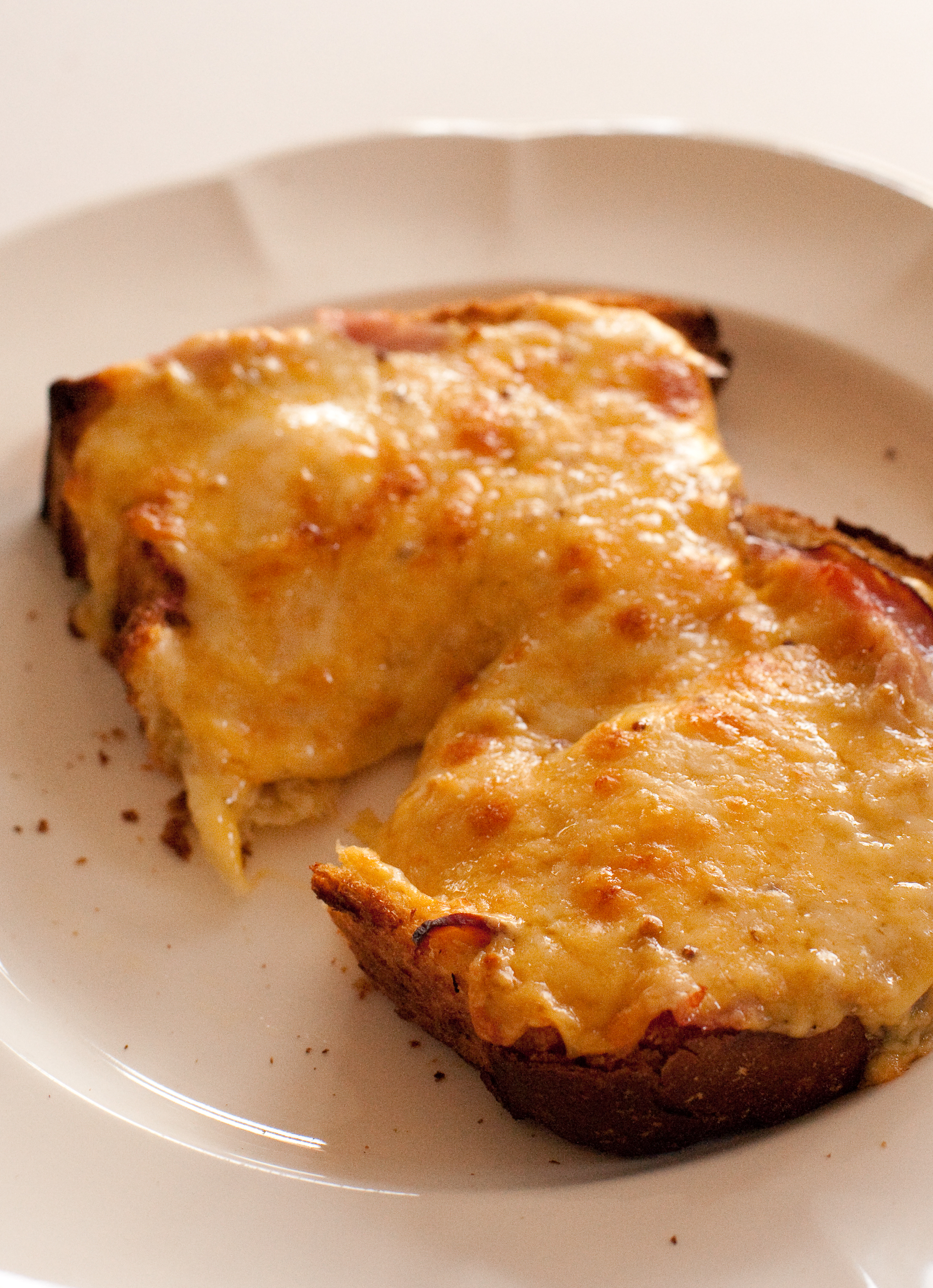
Toast au fromage.
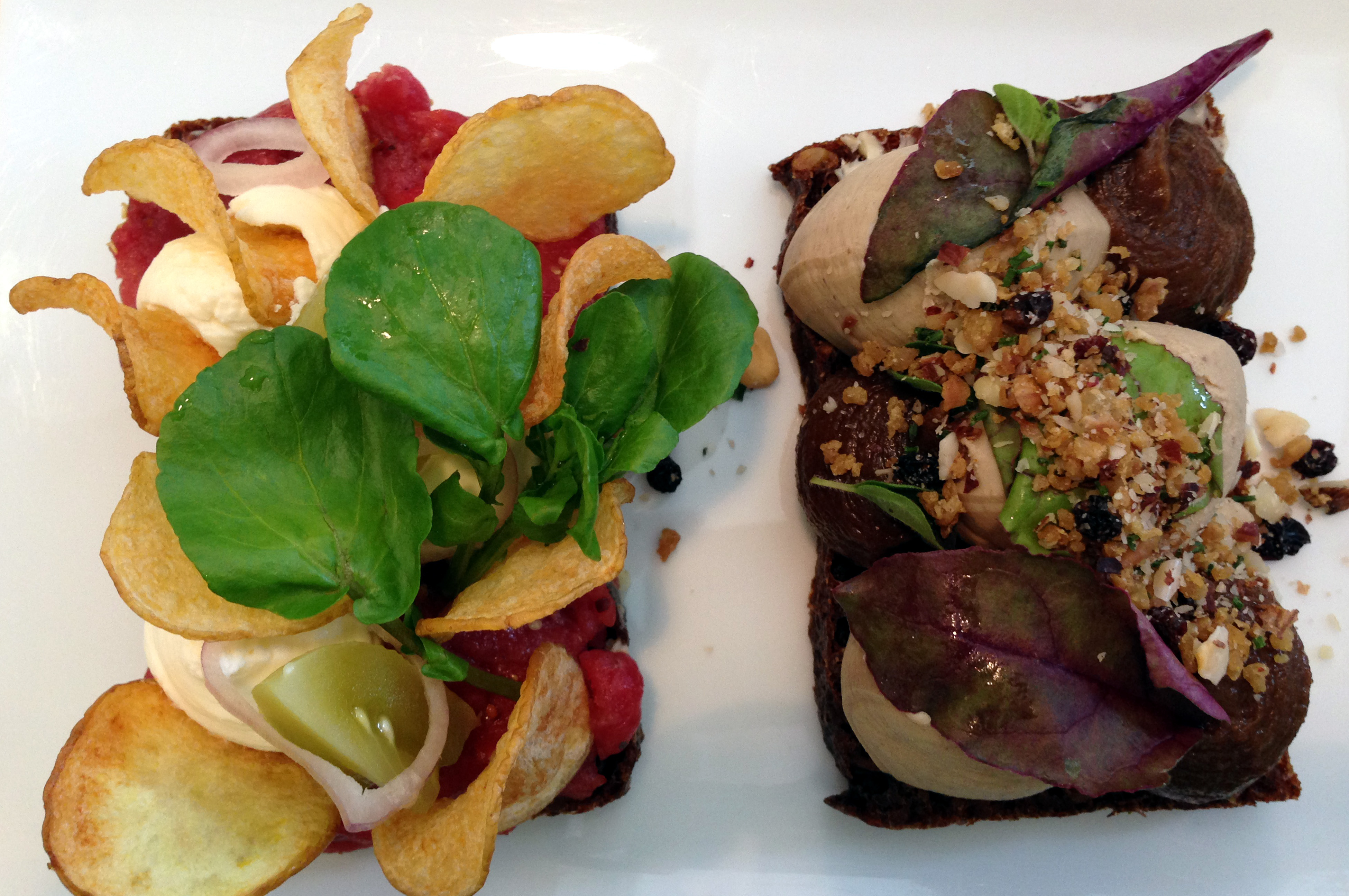
Tartines de la cuisine danoise.
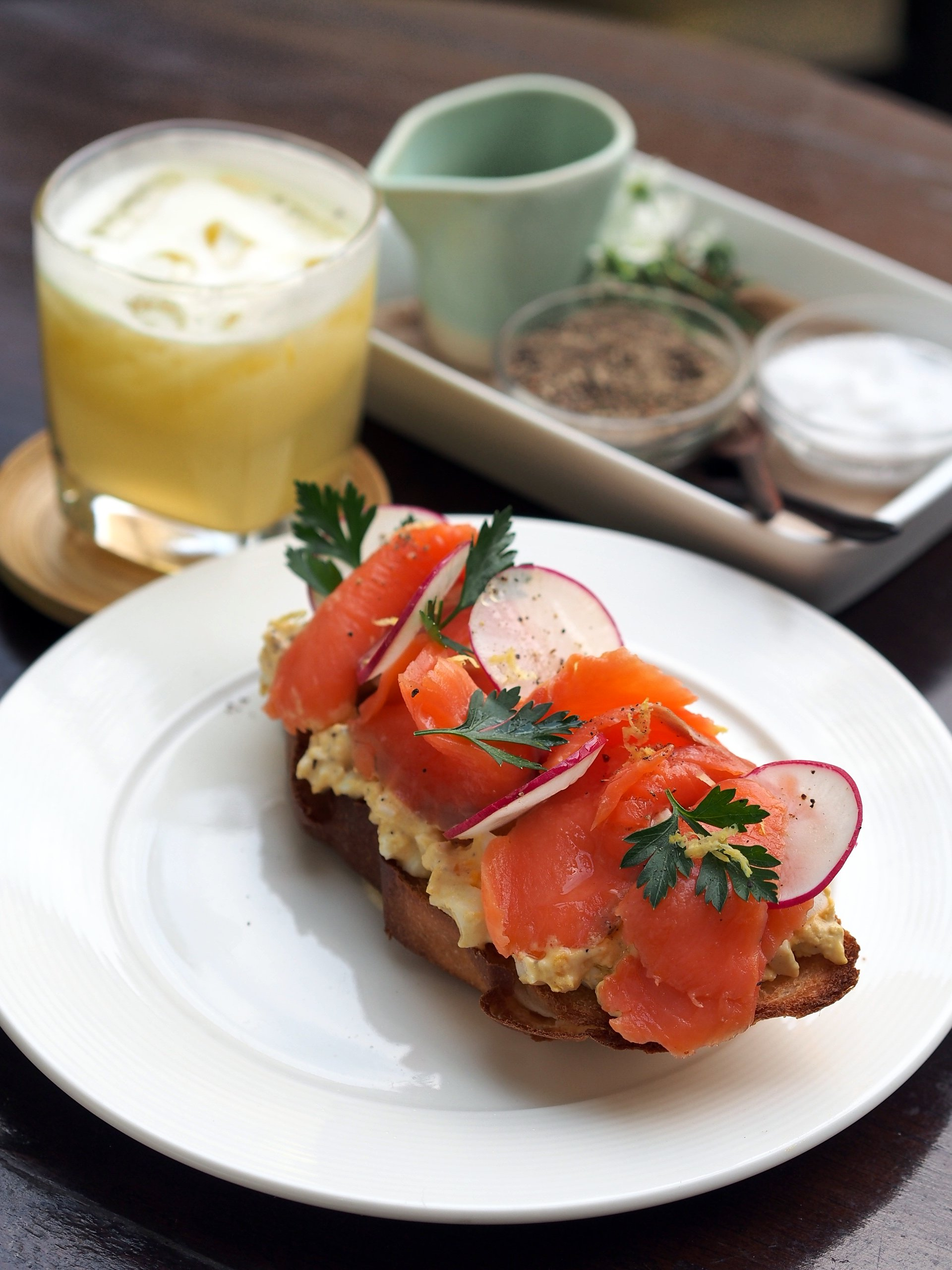
Œuf et saumon fumé sur une tranche de baguette grillée.
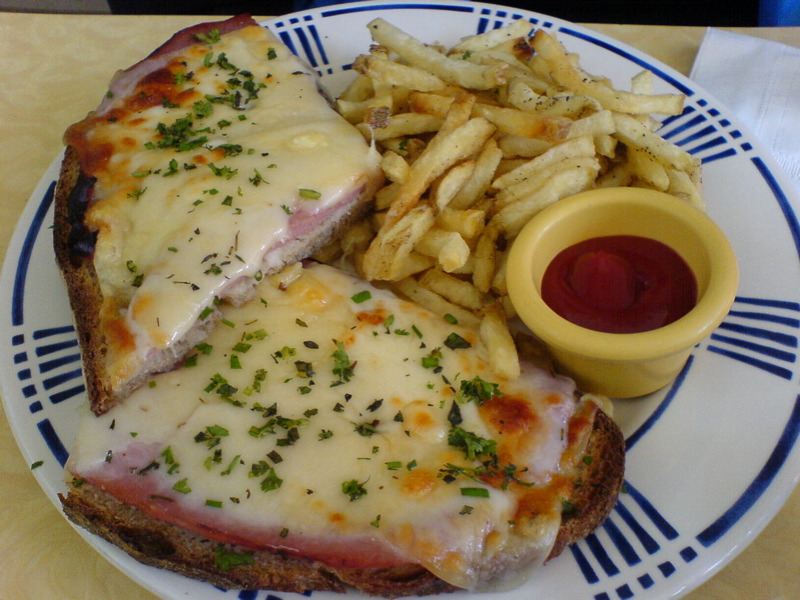
Jambon, fromage, frite.
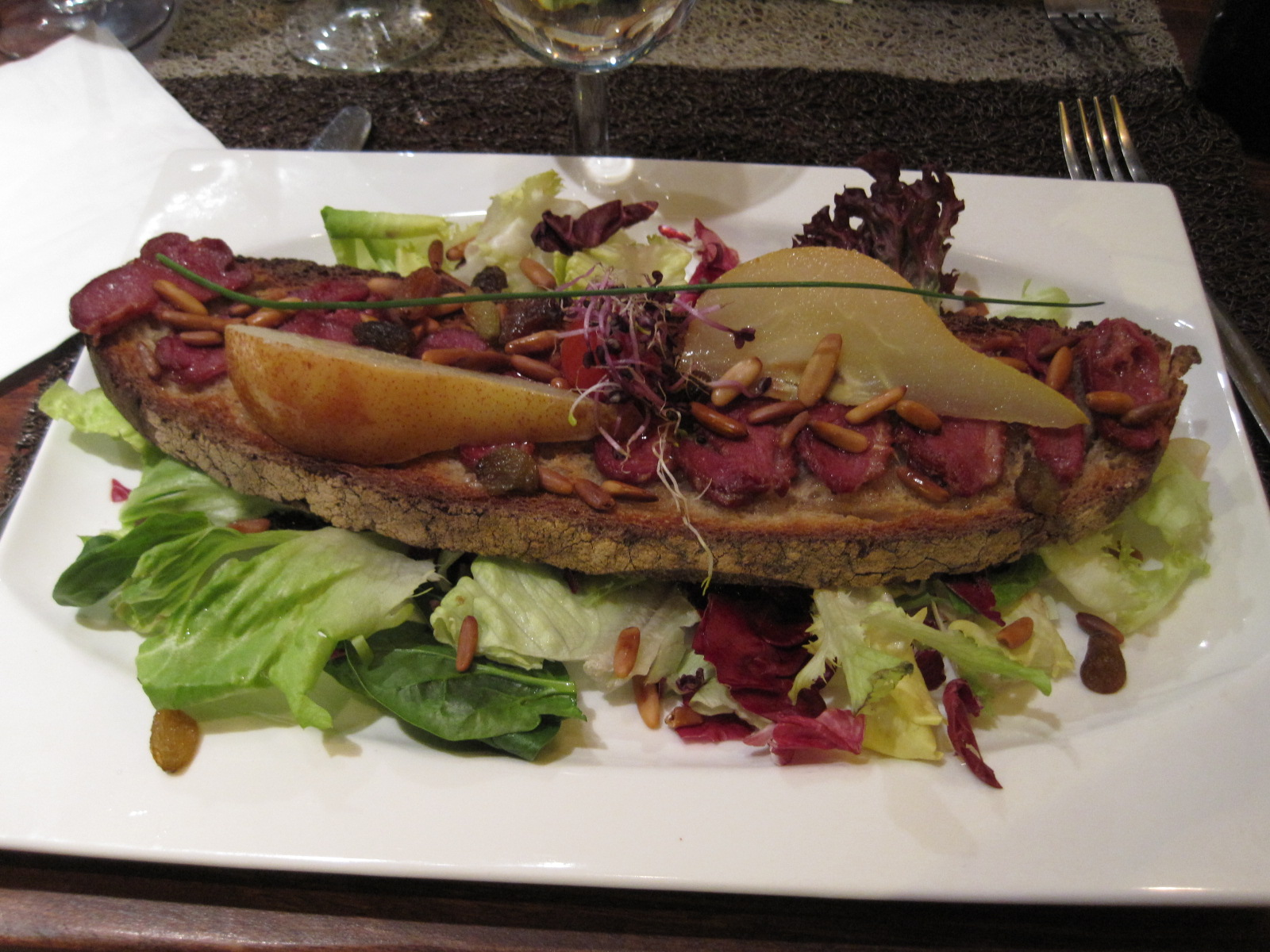
Magret de canard, poire…
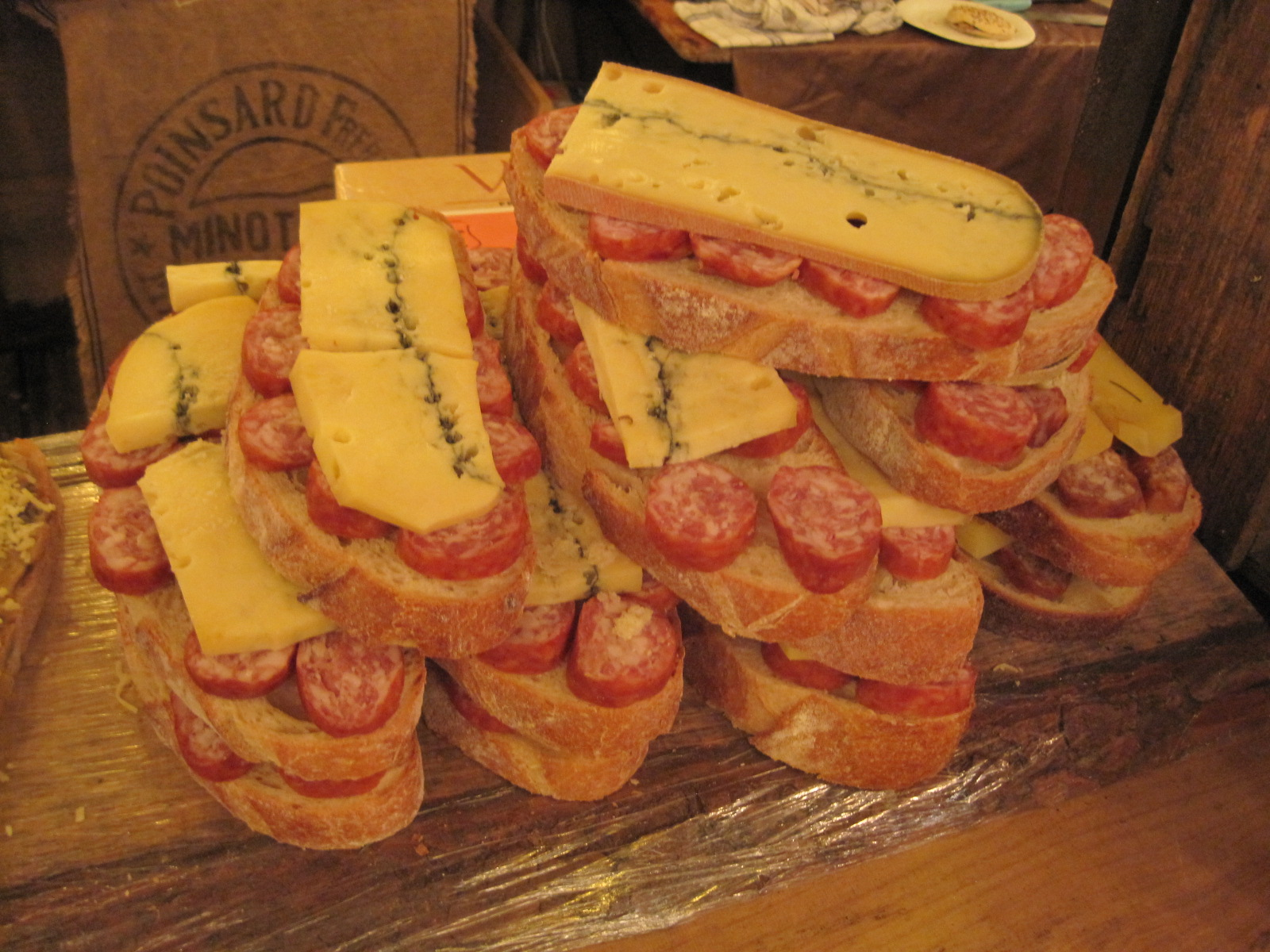
Tartines franc-comtoise, marché de Noël de Montbéliard.
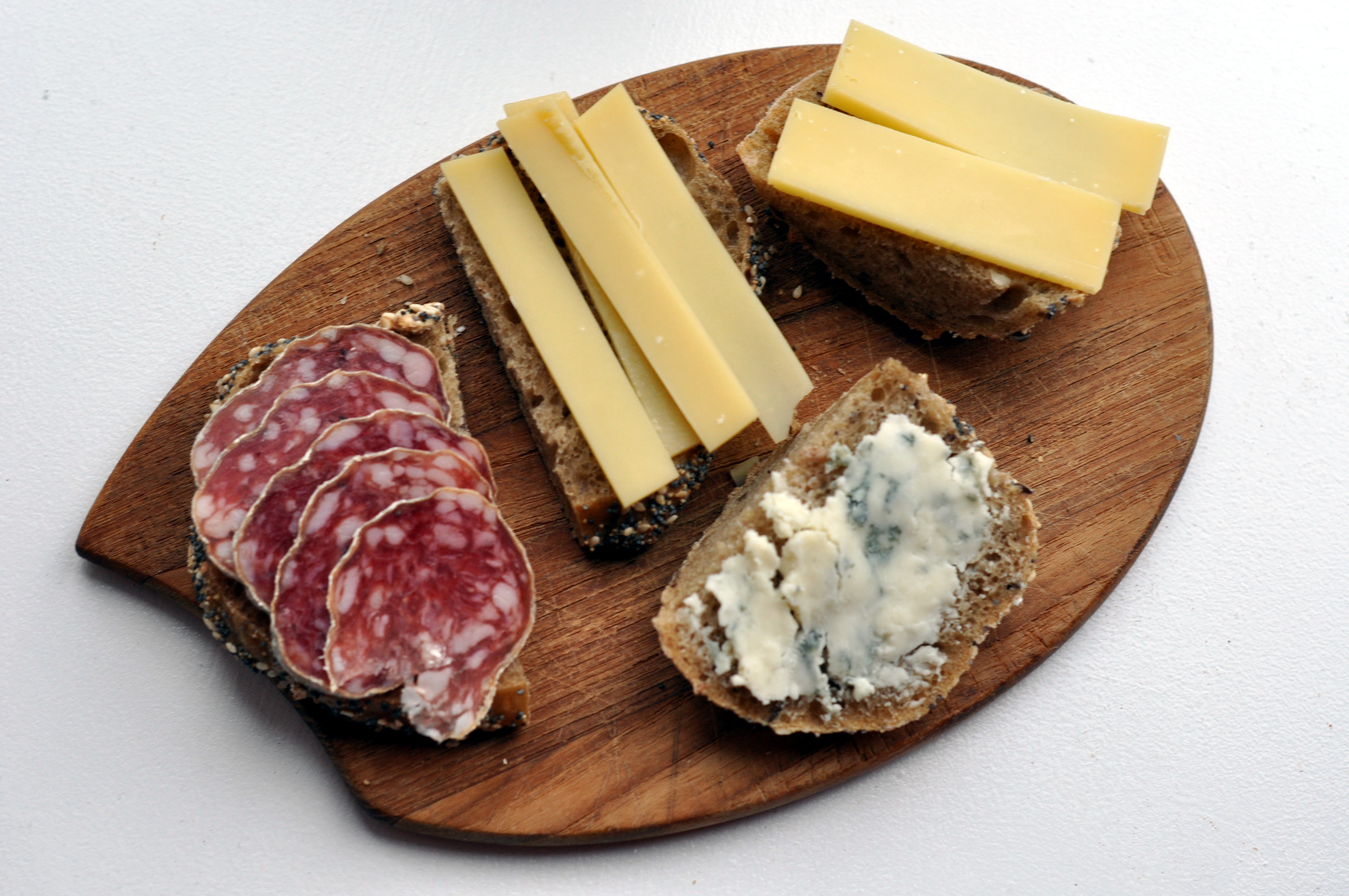
Saucisson, comté, roquefort.